# Lecointea
Lecointea  es un género botánico de plantas con flores leguminosas en la familia de las Fabaceae. 

## Especies
- Lecointea amazonica
- Lecointea hatschbachii
- Lecointea marcano-bertii
- Lecointea ovalifolia
- Lecointea peruviana
- Lecointea tango